# Lioré et Olivier LeO H-42
Le Liore et Olivier LeO H-42 était un projet d’hydravion militaire français de l'entre-deux-guerres.